# Батыршаев, Бахыт Данабекович
Бахыт Данабекович Батыршаев (род. 26 июня 1973; КазССР) — казахстанский государственный деятель, дипломат. Чрезвычайный и полномочный посланник II класса

## Биография
Окончил факультет востоковедения КазНУ им. Аль-Фараби в 1995 году.
- Референт, Атташе Департамента Азии, Ближнего Востока и Африки МИД РК(1995—1997);
- Атташе Посольства Республики Казахстан в Арабской Республике Египет (1997—2001);
- Второй секретарь Департамента двустороннего сотрудничества МИД РК (2001—2002);
- Второй секретарь Департамента Азии, Ближнего Востока и Африки МИД РК (2002);
- Третий секретарь, Второй секретарь, Первый секретарь Посольства Республики Казахстан в Арабской Республике Египет (2002—2005);
- С 2005 по 2009 гг. — руководитель управления, заместитель директора, директор Департамента Азии и Африки МИД РК (2005—2009);
- Советник-Посланник Посольства Республики Казахстан в Королевстве Саудовская Аравия (2009—2010);
- Постоянный представитель Республики Казахстан в Организации Исламского сотрудничества (03.2010-11.2013);
- С 2013 по 2019 гг. — Чрезвычайный и Полномочный Посол РК в Королевстве Саудовская Аравия, Постоянный представитель РК в ОИС, Чрезвычайный и полномочный посол РК в Королевстве Бахрейн по совместительству;
- С апреля 2019 года — Председатель комитета по инвестициям МИД РК.